# Zbojné
Zbojné (Hongaars:Bajna) is een Slowaakse gemeente in de regio Prešov, en maakt deel uit van het district Medzilaborce.
Zbojné telt 200 inwoners.
Brestov nad Laborcom · Čabalovce · Čabiny · Čertižné · Habura · Kalinov · Krásny Brod · Medzilaborce · Ňagov · Oľka · Oľšinkov · Palota · Radvaň nad Laborcom · Repejov · Rokytovce · Roškovce · Sukov · Svetlice · Valentovce · Volica · Výrava ·  Zbojné · Zbudská Belá